# 福奇维尔
福奇维尔（法語：Fortschwihr，法語發音：[fɔʁtʃviʁ] ⓘ）是法国上莱茵省的一个市镇，属于科尔马-里博维莱区。

## 地理
福奇维尔（48°5'21"N, 7°27'3"E）面积4.78 平方千米，位于法国大東部大區上莱茵省，该省份为法国东部内陆省份，是阿尔萨斯的一部分，今与下莱茵省组成了阿尔萨斯欧洲集体，其北临下莱茵省，西接孚日省，西南接贝尔福地区省，东侧沿莱茵河与德国相望，南与瑞士接壤。
与福奇维尔接壤的市镇（或旧市镇、城区）包括：蒙策奈姆、于尔舍奈姆、维登索伦、昂多尔赛姆、比什维尔。
福奇维尔的时区为UTC+01:00、UTC+02:00（夏令时）。

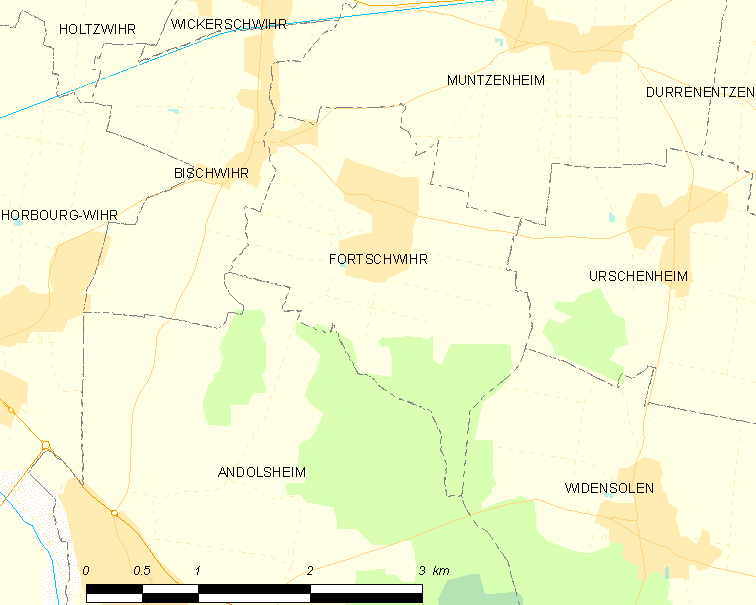
福奇维尔的OSM定位图

## 行政
福奇维尔的邮政编码为68320，INSEE市镇编码为68095。

## 政治
福奇维尔所属的省级选区为科尔马第二县。

## 人口

1962-2008年间福奇维尔人口变化图示

福奇维尔于2022年1月1日时的人口数量为1177人。